# Монтегю, Уильям, 1-й граф Солсбери
Уильям Монтегю (англ. William Montagu; 1301, Кэссингтон, Оксфордшир — 30 января 1344, Виндзор) — первый граф Солсбери и первый король независимого королевства Мэн, английский дворянин, близкий к королю Эдуарду III. Сын барона Уильяма Монтегю, он был другом Эдуарда с детства, и оставался одним из ближайших ему людей и после восшествия Эдуарда на престол в 1327 году. В 1330 году он стал одним из ближайших сподвижников Эдуарда в заговоре против Роджера Мортимера. Впоследствии он служил на разных должностях, в частности, участвовал в Шотландских войнах. Около 1333 года за это он стал лордом острова Мэн, который Эдуард специально для Уильяма выделил в независимое королевство, не имевшее никаких обязательств перед Англией. В 1337 году Уильям получил титул графа специально для него восстановленного графства Солсбери. В начале Столетней войны он сражался за англичан, но в 1340 году был взят в плен французами и отпущен в обмен на обещание никогда больше не воевать против Франции. Уильям Монтегю умер в январе 1344 года от ран, полученных на рыцарском турнире.
От жены, Кэтрин Монтагю, имел шесть детей, второй из которых, Уильям II Монтегю, наследовал ему как граф Солсбери и король Мэна.

## Биография
Уильям Монтегю родился в 1301 году в Кэссингтоне, графство Оксфордшир, и был старшим сыном барона Уильяма Монтегю и его жены Элизабет Монфор. Род Монтегю пришёл в Англию вместе с Вильгельмом и владел обширными землями в графствах Сомерсет, Дорсет и Девон. Его отец отличился в Шотландских войнах при короле Эдуарде I и впоследствии был близок к Эдуарду II. В результате дворцовых интриг он был отдалён от двора и отправлен в Аквитанию в должности сенешаля. Там он и умер в 1319 году.
Уильям на момент смерти отца был несовершеннолетним, и с 1320 года находился при королевском дворе. 21 февраля 1323 года ему были пожалованы земли и титул отца. В 1326 году он был посвящён в рыцари. В 1327 году Эдуард II был свергнут, и Уильям продолжил служить новому королю Эдуарду III. В 1327 году он помог королю отразить шотландское вторжение, и в 1328 году он стал баннеретом. Он был одним из наиболее близких королю людей. Так, в 1329 году он возглавил дипломатическую миссию для переговоров с французским королём Филиппом VI по поводу заключения брака. В Авиньоне он провёл переговоры с папой Иоанном XXII, выдав себя за короля Эдуарда по поручению последнего, и лишь после того, как грамоты, регулирующие отношения папы и английского короля, были подписаны, и Уильям Монтегю вернулся в Англию, папе сообщили, что он вёл переговоры не с королём, а с его ближайшим доверителем.
В 1330 году был составлен заговор против матери Эдуарда Изабеллы Французской и фактического правителя Англии Роджера Мортимера. Мортимер, узнав о заговоре, допросил Уильяма, но последний ничего не показал. Предположительно, он и уговорил Эдуарда выступить против своей матери и Мортимера, упредив возможное смещение самого Эдуарда. 19 октября 1330 года Изабелла и Мортимер были взяты под стражу. Мортимер был казнён через две недели, а Изабелла до своей смерти оставалась в заключении. За участие в заговоре Уильям получил земельные владения (в том числе принадлежавшее ранее Мортимеру владение Денбиг в Уэльсе) и 1000 фунтов землями. Его брат Саймон стал епископом Вустера, другой брат, Эдуард, женился на Элис, наследнице графов Норфолка.
В 1331 году Эдуард III и Уильям Монтегю инкогнито, переодетые купцами, совершили путешествие во Францию. По возвращении, с 1333 года, он участвовал в Шотландских войнах и отличился в нескольких сражениях. За эти успехи Эдуард назначил Уильяма королём острова Мэн, при этом освободив его от всех обязательств перед королём Англии. Остров в это время находился ещё под контролем Шотландии, и Уильяму пришлось сначала завоевать его, что произошло предположительно в 1343 году. 16 марта 1337 года, после успешного окончания Второй Шотландской войны, Уильяму был пожалован титул графа Солсбери, созданный специально для него. Титул сопровождался земельными пожалованиями и ежегодной рентой в 1000 марок.
Затем Уильям принял активное участие в Столетней войне. В апреле 1337 года он был направлен с миссией в Валансьен, где он должен был изучить возможности союза Англии с Фландрией и немецкими княжествами. В июле 1338 года он снова сопровождал короля с миссией на континент, а в сентябре получил титул Маршала Англии. Так как Эдуард сделал множество долгов на континенте, граф Солсбери должен был оставаться во Фландрии фактически как заложник для кредиторов короля. В апреле 1340 года он попал в Лилле в плен к французам и доставлен в Париж. В сентябре он был прощён, но окончательно достиг соглашения с французами лишь в 1342 году. Он был выпущен из плена на условиях, что он никогда больше не будет воевать против Франции.
По возвращении в Англию в 1342—1343 годах Уильям принял участие в Войне за бретонское наследство и, вероятно, после этого завоевал остров Мэн, ранее принадлежавший шотландцам. В 1343 году в своей последней дипломатической миссии он сопровождал Генри Гросмонта в Кастилию. Вернувшись в Англию, в начале января 1344 года он принял участие в большом рыцарском турнире в Виндзоре и получил там ранения, от которых и умер 30 января 1344 года. Он был похоронен в графстве Беркшир около своего дома в Бишеме. Король остался должен ему 11 720 фунтов.

## Семья
Не позднее 1327 года Уильям Монтегю женился на Кэтрин, дочери Уильяма Грандисона, 1-го барона Грандисона, от которой имел шесть детей:
- Элизабет Монтегю (?—1359), замужем за Жилем Бэдлсмиром, 2-м бароном Бэдлсмир, Хью ле Диспенсером, 4-м бароном Диспенсер, и Ги де Брианом, 1-м бароном Брианом;
- Уильям II Монтегю (1328—1397), наследник титулов отца с 1349 года;
- Джон Монтегю, 1-й барон Монтегю (1330—1390);
- Филиппа Монтегю (?—1381), замужем за Роджером Мортимером, вторым графом Марч;
- Сибил Монтегю, замужем за Эдмундом Арунделом;
- Агнес Монтегю.